# Jay Lethal
Jamar Shipman (sinh ngày 22 tháng 4 năm 1985) với tên trên võ đài là Jay Lethal, là một đô vật chuyên nghiệp người Mỹ. Anh là cựu ROH World Champion.